# Albert Londe
Pour les articles homonymes, voir Londe.
Ne doit pas être confondu avec Albert Londres.
Albert Londe né le 26 novembre 1858 à La Ciotat et mort le 11 septembre 1917 à Reuil-en-Brie est un photographe français, pionnier de la photographie médicale (en) et précurseur du cinéma.

## Biographie

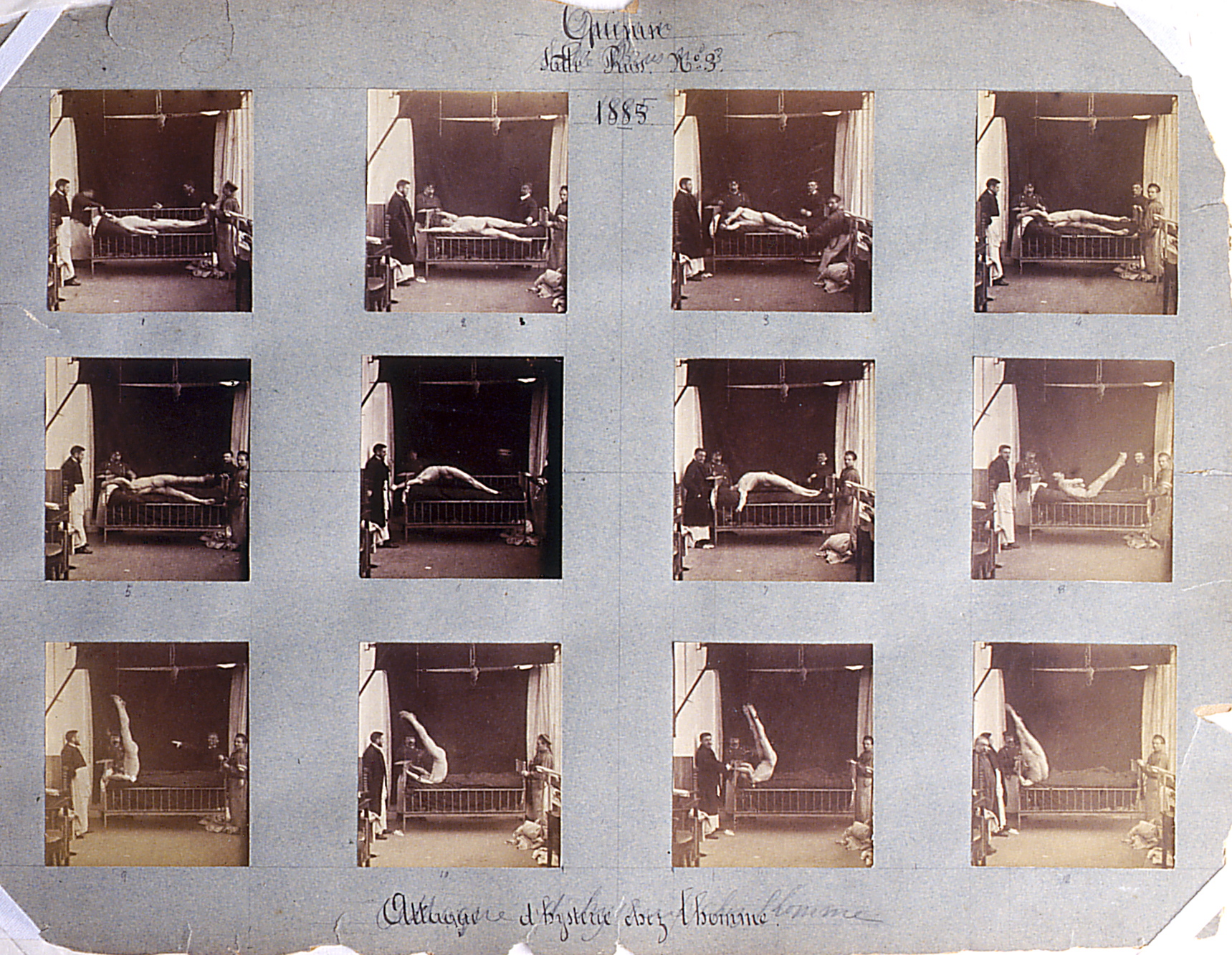
Attaque d'hystérie chez l'homme, planche d'instantanés en chronophotographie, 1885.

Ingénieur chimiste de formation, Albert Londe entre à la Société française de photographie en 1879. Passionné de photographie, en particulier du développement de la photographie en couleur, il utilise à partir de 1883 la chronophotographie pour décomposer les mouvements à des fins d'analyse dans le cadre médical de l'hôpital de la Salpêtrière. En 1887, il fonde, avec Gaston Tissandier, la Société d'excursions des amateurs de photographie. Il est secrétaire général adjoint de l'Union nationale des sociétés photographiques de France.
Il est le directeur du service photographique à l'hôpital de la Salpêtrière à partir de 1882 et participe à la fondation de la Nouvelle Iconographie de la Salpêtrière sous la direction de Jean-Martin Charcot avec qui il travaille. Paul Richer et Georges Gilles de la Tourette participent également à la création de ce service.
Il s'intéresse ensuite au procédé de l'autochrome développé par les Frères Lumière, qui le commercialisent en 1907, avec lequel il réalise de nombreux clichés et articles pour Le Chasseur français.
Albert Londe a part ailleurs été maire de Reuil-en-Brie en Seine-et-Marne à partir de 1908, où il vivait depuis 1903 dans le château de Bréau acquis l'année suivante.

## Publications
- La Photographie instantanée. Théorie et pratique, Paris, Gauthier-Villars, 1886, VII-147 p. (lire en ligne).
- La Photographie dans les arts, les sciences et l'industrie, conférence donnée au Conservatoire national des Arts et Métiers, le 18 mars 1888 (lire en ligne).
- La Photographie moderne. Pratique et applications, Paris, G. Masson, 1888 (Lire en ligne sur Gallica).
- Traité pratique du développement. Étude raisonnée des divers révélateurs et de leur mode d'emploi, 1889 (lire en ligne).
- L'Évolution de la photographie, Paris, Imprimerie Chaix, 1889.
- Le Cinquantenaire de la photographie et le premier Congrès international de photographie, Paris, Gauthier-Villars, 1890.
- Anatomie pathologique de la moelle épinière, 1892 (avec Paul Oscar Blocq).
- Du rôle de l'amateur de photographie au point de vue artistique et scientifique, Paris, Chaix, 1892.
- La Photographie médicale. Application aux sciences médicales et physiologiques, 1893 (lire en ligne).
- Aide-mémoire pratique de photographie, 1893 (Lire en ligne).
- La Photographie moderne. Traité pratique de la photographie et de ses applications à l'industrie et à la science, Paris, G. Masson, 1896, XII-791 p. (lire en ligne).
- Traité pratique de radiographie et de radioscopie. Technique et applications médicales, 1898 (lire en ligne).
- Album de chronophotographies documentaires à l'usage des artistes, Paris, Mendel, 1903.
- La Photographie à l'éclair magnésique, Paris, Gauthier-Villars, 1905.
- La Photographie à la lumière artificielle, Paris, O. Doin et fils (coll. « Bibliothèque de photographie », no  8), 1914, XVIII-375-XII p. (Lire en ligne sur Gallica).